# Харун ибн Муса
Абу Абдулла Харун ибн Муса аль-Атаки аль-Авар (араб. هارون بن موسى النحوي القارئ الأعور‎ Abu Abdullah Hārūn ibn Mūsá al-'Ataki al-A‘war; ум. 786) — учёный в области арабского языка и исламских исследований, он был одним из первых, кто перешёл из иудаизма в ислам. 

## Биография
Он принял ислам, живя среди племени Бану Азд, и позже был причислен к этому племени. Он был связан с басранской школой арабской грамматики. Специалист по лексикографии, аль-Авар внёс значительный вклад в изучение кираата, или вариантов прочтения Корана, и является первым официальным составителем различных стилей декламации. Его наиболее активный период, в течение которого его работа была отмечена новыми разработками в лексикографических исследованиях, касающихся Корана, длился с 752 года до его смерти.
Ибн Муса также был одним из семи учителей Сибавейхи, этнического перса, отца арабской грамматики, хотя, как и другие чтецы Корана, он цитировался Сибавайхи реже, чем чистые грамматики, и в печально известном «Китабе» он цитировал только пять раз. Кроме того, он был учеником Ибн Абу Исхака и Абу Амра ибн аль-Аля.